# Oleksandr Schtscherbyna
Oleksandr Schtscherbyna (ukrainisch Олександр Щербина, engl. Transkription Oleksandr Shcherbyna; * 25. Januar 1931 in Kirowohrad) ist ein ehemaliger ukrainischer Geher, der für die Sowjetunion startete.
Im 50-km-Gehen wurde er bei den Olympischen Spielen 1960 in Rom Vierter und gewann bei den Leichtathletik-Europameisterschaften 1966 in Budapest Bronze.
Seine persönliche Bestzeit von 3:57:28 h stellte er am 17. Oktober 1965 in Alma Ata auf.